# Tratado de Blois (1499)
El tratado de Blois de 1499 fue una alianza militar firmada entre la República de Venecia, gobernada por el dogo Agostino Barbarigo, y el Reino de Francia bajo el reinado de Luis XII, según la cual ambos se comprometían a colaborar en la conquista del ducado de Milán en el contexto de las guerra italiana de 1499 - 1501.

## Contexto
Poco después de su ascenso al trono de Francia en 1498, Luis XII alegó los derechos que presuntamente tenía sobre el ducado de Milán para reclamar su posesión, como había hecho ya su antecesor Carlos VIII durante la primera guerra italiana. Luis XII era hijo de Carlos I de Orleans, hijo de Valentina Visconti, hija del primer duque de Milán Gian Galeazzo Visconti.  
Tras la muerte de Filippo Maria Visconti (hermano de Valentina) en 1447, y pasado el período de la República Ambrosiana, Carlos de Orleans había intentado ejercer su derecho a la sucesión del ducado, pero éste le había sido arrebatado por Francisco I Sforza, casado con Bianca Maria Visconti, hija ilegítima de Filippo Maria.  El ducado había pasado así a la casa de los Sforza, el último de cuyos miembros, Ludovico Sforza, ostentaba el poder en Milán a finales del siglo XV.
Decidido a tomar Milán por la fuerza militar, Luis XII pactó una alianza con la república de Venecia, resentida con Ludovico Sforza por el abandono de que les había hecho objeto durante la defensa de Pisa contra la república de Florencia.

## Términos del tratado
Según los términos del acuerdo, firmado el 15 de abril de 1499 en Blois, Francia y Venecia se comprometían a colaborar militarmente en la conquista del ducado de Milán deponiendo al duque Ludovico Sforza. Venecia aportaría al ejército francés una cierta cantidad de efectivos, recibiendo en compensación los territorios milaneses de Cremona y Gera d'Adda, exceptuando una franja de 40 brazas a lo largo del río Adda. El tratado se mantendría en secreto hasta el rompimiento de las hostilidades.